# 杜格达
杜格达（Dugda），是印度贾坎德邦Bokaro县的一个城镇。总人口18864（2001年）。

## 人口
该地2001年总人口18864人，其中男性10210人，女性8654人；0—6岁人口2602人，其中男1424人，女1178人；识字率66.43%，其中男性为76.91%，女性为54.06%。